# Mulhausen, Bas-Rhin

Mulhausen este o comună în departamentul Bas-Rhin, Franța. În 1 ianuarie 2022 avea o populație de 440 de locuitori.